# 술폴로부스 텅충겐시스
술폴로부스 텅충겐시스는 술폴로부스속에 속하는 한 종이다.